# Фуенлабрада
Фуенлабрада (шп. Fuenlabrada) град је у Шпанији. Лежи у аутономном и метрополском региону Мадрид, око 20 km јужно од главног града Шпаније. Град има 197.102 становника и веома младу структуру становништва. Фуенлабрада је као и систем градова јужно од Мадрида од 1970. почео нагло да се развија, и од једног малог села са 2000 становника постао је велики сателитски град. У Фуенлабради се налази један део Универзитета Краља Хуана Карлоса (“Universidad Rey Juan Carlos”).

## Занимљивости
Због распада СФРЈ, Партизан је у сезони 1991/1992 као домаћин морао да игра у иностранству. Управа клуба се определила да буду „домаћини“ управо у мадридском предграђу Фуенлабради, а те сезоне су постали шампиони старог континента.

## Становништво
Према процени, у граду је 2008. живело 194.791 становника.

| 1981.  | 1989.   | 1991.   | 2001.   | 2002.   |
| ------ | ------- | ------- | ------- | ------- |
| 78.096 | 144.723 | 144.723 | 182.705 | 182.705 |

## Партнерски градови
- Сан Хуан дел Рио Коко
- Жоал-Фадиут